# Stachyridopsis pyrrhops
Stachyridopsis pyrrhops là một loài chim trong họ Timaliidae.